# Ernie Morrison

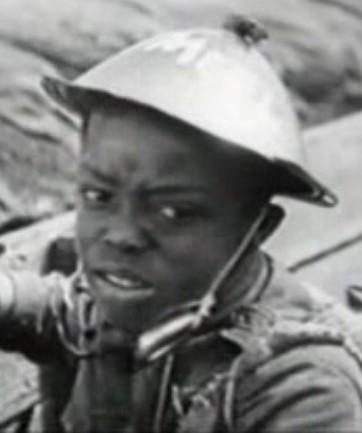
Ernie Morrison in der Our Gang-Episode „Dogs of War“ von 1923

Fredric Ernest „Ernie“ Morrison (* 20. Dezember 1912 in New Orleans, Louisiana, USA als Fredric Ernest Morrison; † 2. Juli 1989 in Lynwood, Kalifornien) war ein US-amerikanischer Kinderdarsteller, Schauspieler, Vaudeville-Darsteller, Tänzer und Kapellmeister. Bekannt wurde Morrison vor allem als einer der ersten Darsteller in der Stummfilmperiode von Our Gang („Die kleinen Strolche“) zwischen 1922 und 1924 und als einziges schwarzes Mitglied der East Side Kids. Ernie Morrisons Künstlername war Sunshine Sammy. Er war der erste afroamerikanische Schauspieler in der Geschichte Hollywoods, der einen langfristigen Vertrag bekam und damit auch der erste schwarze Star überhaupt in Hollywood.

## Biografie
Ernie Morrison wurde 1912 in New Orleans im Bundesstaat Louisiana als Sohn von Ernie Morrison Sr. geboren, der zwischen 1918 und 1926 ebenfalls in mehreren Filmen zu sehen war. Seine Filmkarriere begann schon als Baby. Sein Vater arbeitete zu dieser Zeit bei einer wohlhabenden Familie in Beverly Hills, Los Angeles, die Verbindungen zu der dortigen Filmindustrie hatte. Ein Filmproduzent, der ein Bekannter des Vaters war, bat Morrison Sr., dessen Sohn für deren Produktionen filmen zu dürfen, da das vorgesehene Baby nicht das tat, was von ihm verlangt wurde. Da Kinderdarsteller in diesem Alter nichts anderes zu tun hatten außer zu weinen, willigte der Vater ein. Als er aber nicht weinen wollte, gab ihm das Team den Namen Sunshine (Sonnenschein). Der Vater fügte den Beinamen Sammy hinzu. Der Name ist in einem Abspann aber erst ab dem Jahr 1919 zu sehen, erstmals bei dem Film „Call for Mr. Caveman“. Die erste dokumentierte Filmrolle erhielt Ernie Morrison im Alter von vier Jahren in den Stummfilm The Soul of a Child von 1916. Nach zwei weiteren Rollen zusammen mit Harold Lloyd und Snub Pollard, zwei der größten Komiker der Stummfilm-Ära, unterzeichnete Morrison im Jahr 1919 als erster Afroamerikaner einen langfristigen Hollywoodvertrag bei dem Filmproduzenten Hal Roach. Ernie Morrison war das erste Kind, welches für die Serie „Die kleinen Strolche“ (Im Original: Our Gang) gecastet wurde.
Im Jahr 1924 verließ Ernie Morrison das Filmgeschäft für die nächsten 16 Jahre. In dieser Zeit arbeitete er erfolgreich als Darsteller und Tänzer in verschiedenen Vaudevilles. Seine Auftritte bestanden aus zu dieser Zeit immer beliebter werdenden Shows in dem Stil, wie sie später auch Komiker wie Jack Benny oder Abbott und Costello aufführten. Nach mehreren Touren in Australien mit Sleepy Williams, seinem damaligen Partner, kehrte Ernie Morrison in die Vereinigten Staaten zurück.
Dort wurde er von dem Produzenten Sam Katzman als Teil der East Side Kids ausgewählt. Er war der einzige Afroamerikaner in der Besetzung und verkörperte die Rolle des Scruno. Er konnte sich von Beginn an in die Rolle gut einfühlen, da er selbst in seiner Kindheit an der Lower East Side in New York aufgewachsen ist. Während dieser Zeit war er vornehmlich in kurzen Werbespots zusammen mit Huntz Hall und Bobby Jordan zu sehen. Wann immer sich die Gelegenheit bot, arbeitete er mit dem Act The Four Step Brothers zusammen, einer damals sehr populären afroamerikanischen Bühnen- und Film-Tanzgruppe. Nachdem er 1944 in die Armee eingezogen und nach Europa versetzt worden war, beendete er vorerst seine Arbeit als Filmschauspieler. Nach dem Zweiten Weltkrieg wurden ihm mehrere Rollen angeboten, die er jedoch ablehnte. Unter den angebotenen Rollen war auch ein Angebot, ein Teil der Bowery Boys zu werden, dessen Dreh gerade startete. Jedoch lehnte er das Angebot ebenfalls ab. In einem späteren Interview sagte Morrison, dass ihm das Setup nicht zugesagt habe. Seine letzte größere Filmrolle hatte er in den 1944 erschienenen Greenwich Village.
Nachdem Ernie Morrison das Filmgeschäft hinter sich gelassen hatte, arbeitete er in den nächsten 30 Jahren in einem Flugzeug-Montagewerk, wofür er für damalige Verhältnisse gut bezahlt wurde. 1974, 30 Jahre nach seinem letzten Filmauftritt, hatte er nochmal einen Gastauftritt in der US-Sitcom Good Times.
Ernest Fredric „Ernie“ Morrison verstarb am 24. Juli 1989 in Lynwood, Kalifornien im Alter von 76 Jahren an Krebs. Er wurde auf dem Friedhof Inglewood Park Cemetery in Inglewood, Kalifornien beigesetzt.

## Wissenswertes
- Ernie Morrison war der erste US-Millionär afrikanischer Abstammung[1][3].
- Er bekam als erster schwarzer Filmschauspieler einen Langzeitvertrag in der Filmindustrie[1].
- 1984 führte Morrison die Standing Ovation für seinen Freund und ehemaligen Chef Hal Roach, der einen Oscar für sein Lebenswerk erhielt.
- Ernie Morrison wurde als erster Schwarzer in Fan-Magazinen abgedruckt[3].
- 1987 wurde Ernie Morrison in die Black Filmmakers Hall of Fame aufgenommen[3].
- Seine Schwester Dorothy Morrison war ebenfalls als Schauspielerin tätig

## Filmografie
| Erstveröffentlichung | Originaltitel                            | Deutscher Titel (Kino, TV, Super 8, DVD) | Bemerkungen                                                 |
| -------------------- | ---------------------------------------- | ---------------------------------------- | ----------------------------------------------------------- |
| Oktober 1916         | The Soul of a Child                      |                                          | Nicht im Abspann                                            |
| 5. August 1917       | Captain Kiddo                            |                                          |                                                             |
| 1918                 | Milady o' the Beanstalk                  |                                          | Als Sambo                                                   |
| 22. Mai 1918         | Dolly Does Her Bit                       |                                          | Als Sambo                                                   |
| 18. August 1918      | Winning Grandma                          |                                          | Als Sambo                                                   |
| 29. Dezember 1918    | Dolly's Vacation                         |                                          | Als Sambo                                                   |
| 24. Februar 1919     | Peggy Does Her Darndest                  |                                          |                                                             |
| 15. Juni 1919        | The Little Diplomat                      |                                          | Als Little Sambo                                            |
| 7. September 1919    | Baby Marie's Round-Up                    |                                          | Als Little Sambo                                            |
| Oktober 1919         | Start Something                          |                                          | Erster Filmauftritt unter dem Namen Sunshine Sammy Morrison |
| 9. November 1919     | Call for Mr. Caveman                     |                                          | Als Sunshine Sammy Morrison                                 |
| 16. November 1919    | Giving the Bride Away                    |                                          | Als Sunshine Sammy Morrison                                 |
| 21. Dezember 1919    | Tough Luck                               |                                          | Als Sunshine Sammy Morrison                                 |
| 28. Dezember 1919    | The Floor Below                          |                                          | Als Sunshine Sammy Morrison                                 |
| 4. Januar 1920       | Red Hot Hottentotts                      |                                          | Als Sunshine Sammy Morrison                                 |
| 11. Januar 1920      | Why Go Home?                             |                                          | Als Sunshine Sammy Morrison                                 |
| 25. Januar 1920      | The Dippy Dentist                        |                                          | Als Sunshine Sammy Morrison                                 |
| 1. Februar 1920      | All Lit Up                               |                                          | Als Sunshine Sammy Morrison                                 |
| 8. Februar 1920      | Getting His Goat                         |                                          | Als Sunshine Sammy Morrison                                 |
| 21. Februar 1920     | Waltz Me Around                          |                                          | Als Sunshine Sammy Morrison                                 |
| 22. Februar 1920     | Raise the Rent                           |                                          | Als Sunshine Sammy Morrison                                 |
| 14. März 1920        | Haunted Spooks                           | Entgeisterte Gespenster                  | Nicht im Abspann                                            |
| 21. März 1920        | Cut the Cards                            |                                          | Als Sunshine Sammy Morrison                                 |
| 28. März 1920        | The Dinner Hour                          |                                          | Als Sunshine Sammy Morrison                                 |
| 3. April 1920        | Find the Girl                            |                                          | Als Sunshine Sammy Morrison                                 |
| 4. April 1920        | Cracked Wedding Bells                    |                                          | Als Sunshine Sammy Morrison                                 |
| 9. Mai 1920          | Trotting Through Turkey                  |                                          |                                                             |
| 15. Mai 1920         | Drink Hearty                             |                                          | Als Sunshine Sammy Morrison                                 |
| 16. Mai 1920         | Nearly a Maid                            |                                          | Als Sunshine Sammy Morrison                                 |
| 23. Mai 1920         | All Dressed Up                           |                                          | Als Sunshine Sammy Morrison                                 |
| 27. Juni 1920        | Any Old Port                             |                                          | Als Sunshine Sammy Morrison                                 |
| 4. Juli 1920         | Don't Rock the Boat                      |                                          | Als Sunshine Sammy Morrison                                 |
| 10. Juli 1920        | You're Pinched                           |                                          | Als Sunshine Sammy Morrison                                 |
| 18. Juli 1920        | The Home Stretch                         |                                          | Als Sunshine Sammy Morrison                                 |
| 25. Juli 1920        | Call a Taxi                              |                                          | Als Sunshine Sammy Morrison                                 |
| 1. August 1920       | Run 'Em Ragged                           |                                          | Als Sunshine Sammy Morrison                                 |
| 29. August 1920      | Money to Burn                            |                                          | Als Sunshine Sammy Morrison                                 |
| 12. September 1920   | Go As You Please                         |                                          | Als Sunshine Sammy Morrison                                 |
| 19. September 1920   | Rock-a-Bye Baby                          |                                          | Als Sunshine Sammy Morrison                                 |
| 26. September 1920   | Doing Time                               |                                          | Als Sunshine Sammy Morrison                                 |
| 26. September 1920   | Get Out and Get Under                    |                                          | Nicht im Abspann                                            |
| 9. Oktober 1920      | Fellow Citizens                          |                                          | Als Sunshine Sammy Morrison                                 |
| 24. Oktober 1920     | When the Wind Blows                      |                                          | Als Sunshine Sammy Morrison                                 |
| 7. November 1920     | Insulting the Sultan                     |                                          | Als Sunshine Sammy Morrison                                 |
| 6. Dezember 1920     | Cash Customers                           |                                          | Als Sunshine Sammy Morrison                                 |
| 19. Dezember 1920    | Park Your Car                            |                                          | Als Sunshine Sammy Morrison                                 |
| 26. Dezember 1920    | Number, Please?                          | Die Nummer, bitte?                       | Nicht im Abspann                                            |
| 9. Januar 1921       | The Morning After                        |                                          | Als Sunshine Sambo                                          |
| 23. Januar 1921      | Whirl o' the West                        |                                          | Als Sunshine Sammy Morrison                                 |
| 30. Januar 1921      | Pinning It On                            |                                          | Als Sunshine Sammy Morrison                                 |
| 13. Februar 1921     | Open Another Bottle                      |                                          | Als Sunshine Sammy                                          |
| 13. März 1921        | Make It Snappy                           |                                          | Als Sunshine Sammy Morrison                                 |
| 27. März 1921        | Fellow Romans                            |                                          | Als Sunshine Sambo                                          |
| 10. April 1921       | Rush Orders                              |                                          | Als Sunshine Sambo                                          |
| 24. April 1921       | Bubbling Over                            |                                          | Als Sunshine Sambo                                          |
| 8. Mai 1921          | No Children                              |                                          | Als Sunshine Sammy Morrison                                 |
| 22. Mai 1921         | Big Game                                 |                                          | Als Sunshine Sammy Morrison                                 |
| 26. Juni 1921        | High Rollers                             |                                          | Als Sunshine Sammy Morrison                                 |
| 17. Juli 1921        | At the Ringside                          |                                          | Als Sunshine Sammy Morrison                                 |
| 25. September 1921   | The Chink                                |                                          | Als Sunshine Sammy Morrison                                 |
| 9. Oktober 1921      | Sweet By and By                          |                                          | Als Sunshine Sammy Morrison                                 |
| 4. Dezember 1921     | The Pickaninny                           |                                          | Als Sunshine Sammy                                          |
| 1. Januar 1922       | Try, Try Again                           |                                          | Als Sunshine Sammy Morrison                                 |
| 15. Januar 1922      | Loose Change                             |                                          | Als Sunshine Sammy Morrison                                 |
| 19. Februar 1922     | Rich Man, Poor Man                       |                                          | Als Sunshine Sammy Morrison                                 |
| März 1922            | Penrod                                   | Der Klub der Unterirdischen              |                                                             |
| 19. März 1922        | High Tide                                |                                          | Als Sunshine Sammy Morrison                                 |
| 16. April 1922       | Stand Pat                                |                                          | Als Sunshine Sammy Morrison                                 |
| 23. April 1922       | Full o' Pep                              |                                          | Als Sunshine Sammy                                          |
| 11. Juni 1922        | The Non-Skid Kid                         |                                          | Als Sunshine Sammy Morrison                                 |
| 25. Juni 1922        | Many Happy Returns                       |                                          | Als Sunshine Sammy Morrison                                 |
| 16. Juli 1922        | The Sleuth                               |                                          | Als Sunshine Sammy Morrison                                 |
| 10. September 1922   | One Terrible Day                         |                                          |                                                             |
| 8. Oktober 1922      | Fire Fighters                            |                                          |                                                             |
| 1. November 1922     | Ginger Face                              |                                          | Als Sunshine Sammy Morrison                                 |
| 1922–1924            | Our Gang                                 | Die kleinen Strolche                     | Als Sunshine Sammy                                          |
| 21. Januar 1923      | Christmas                                |                                          | Als Smiling Sambo                                           |
| 30. März 1924        | The Fraidy Cat                           |                                          | Nicht im Abspann                                            |
| 8. Juni 1924         | Rupert of Hee Haw                        |                                          | Nicht im Abspann                                            |
| 6. Oktober 1924      | Battling Orioles                         |                                          | Nicht im Abspann                                            |
| 3. Januar 1926       | Between Meals                            |                                          | Als Sunshine Sammy Morrison                                 |
| 17. Januar 1926      | Don't Butt In                            |                                          | Als Sunshine Sammy Morrison                                 |
| 31. Januar 1926      | Soft Pedal                               |                                          | Als Sunshine Sammy Morrison                                 |
| 29. Mai 1940         | Gang War                                 |                                          | Nicht im Abspann                                            |
| Mai 1940             | I Can't Give You Anything But Love, Baby |                                          | Als Sunshine Sammy                                          |
| 5. Oktober 1940      | Fugitive from a Prison Camp              |                                          |                                                             |
| 1940–1944            | East Side Kids                           |                                          | TV-Serie, Rolle des Charakters Scuno                        |
| 16. Mai 1942         | In This Our Life                         |                                          | Nicht im Abspann                                            |
| 5. März 1943         | The Ape Man                              |                                          | Nicht im Abspann                                            |
| 26. März 1943        | Hit Parade of 1943                       |                                          | Nicht im Abspann                                            |
| 7. Februar 1944      | Greenwich Village                        |                                          | Nicht im Abspann                                            |
| 26. April 1974       | Good Times                               |                                          | TV-Serie, Cameo-Auftritt in der Episode „The TV Commercial“ |